# Bedri Spahiu
Bedri Spahiu (ur. 13 lipca 1906 w Gjirokastrze, zm. 11 stycznia 1998 w Tiranie) – albański komunista, oficer i więzień polityczny.

## Życiorys
Pochodził z ubogiej rodziny wyznania bektaszyckiego, był synem Sinana Spahiu. W dzieciństwie ojciec wyemigrował do Turcji wraz z synem, w Stambule Bedri ukończył szkołę prowadzoną przez Włochów. W 1923 ukończył szkołę średnią w Szkodrze. W 1927 powrócił do Tirany, gdzie podjął naukę w szkole artylerii. Z uwagi na prowadzoną w szkole działalność wywrotową został z niej wyrzucony i uwięziony. Karę odbywał do 1935. Po uwolnieniu podjął pracę w handlu. Po agresji włoskiej na Albanię w 1939 wstąpił do Albańskiej Partii Faszystowskiej, w której działał do 1940. Po utworzeniu Komunistycznej Partii Albanii w listopadzie 1941 wszedł w skład Tymczasowego Komitetu Centralnego, kierującego działalnością partii. W imieniu partii zajął się organizowaniem ruchu oporu w rejonie Gjirokastry. W 1944 walczył w rejonie Gjirokastry z oddziałami niemieckiej 1 Dywizji Górskiej SS, wyróżniając się odwagą.
Po 1944 szybko awansował w strukturach władzy. Początkowo objął tekę ministra odbudowy, ale już w 1946 otrzymał awans na stopień generała-majora i objął stanowisko Prokuratora Generalnego, odpowiadając za organizowanie procesów pokazowych do sądzenia opozycji, a od 1948 także spraw sądowych dotyczących działaczy partyjnych wysokiego szczebla m.in. Koçiego Xoxe.
W 1952 objął stanowisko ministra edukacji i wicepremiera. Od 1945 deputowany do Zgromadzenia Ludowego (alb. Kuvendi Popullor) w 1948 znalazł się w jego prezydium.
Od 1948 był członkiem Komitetu Centralnego Albańskiej Partii Pracy. Po wygłoszeniu krytyki Envera Hodży na plenum KC w czerwcu 1955 został uznany za rewizjonistę. Dwa tygodnie później został zatrzymany, a następnie usunięty z partii i internowany wraz z rodziną w Elbasanie. Aresztowany 1 czerwca 1957. 18 kwietnia 1958 został skazany na 25 lat więzienia i konfiskatę majątku. Karę odbywał początkowo w Kaninie koło Wlory, a od stycznia 1958 w Tiranie. Uwolniony z więzienia w październiku 1974, wkrótce potem został ponownie internowany w Selenicy, gdzie pozostawał do 10 maja 1990. Po uwolnieniu zamieszkał w Tiranie.
6 czerwca 1991 na łamach pisma „Republika” Spahiu opublikował tekst, w którym przeprosił za swoje działania w czasie, kiedy pełnił urząd prokuratora i przyznał, że wstydzi się tego, co robił w przeszłości.
Był żonaty (żona Nedo), miał troje dzieci (dwóch synów i córkę).